# 22278 Protitch
22278 Protitch este un asteroid din centura principală de asteroizi.

## Descriere
22278 Protitch este un asteroid din centura principală de asteroizi. A fost descoperit pe 2 septembrie 1983 la Observatorul La Silla de Henri Debehogne. Asteroidul prezintă o orbită caracterizată de o semiaxă mare de 2,56 ua, o excentricitate de 0,19 și o înclinație de 11,7° în raport cu ecliptica.